# یوآی‌ام‌سی
شرکت متحده ابزار سازی روسیه (یوآی‌ام‌سی)(روسی: Объединённая приборостроительная корпорация) شرکت دولتی صنایع جنگ‌افزاری روس بود، که در سال ۲۰۱۴ تأسیس شد.